# Portal Tomb von Raheen

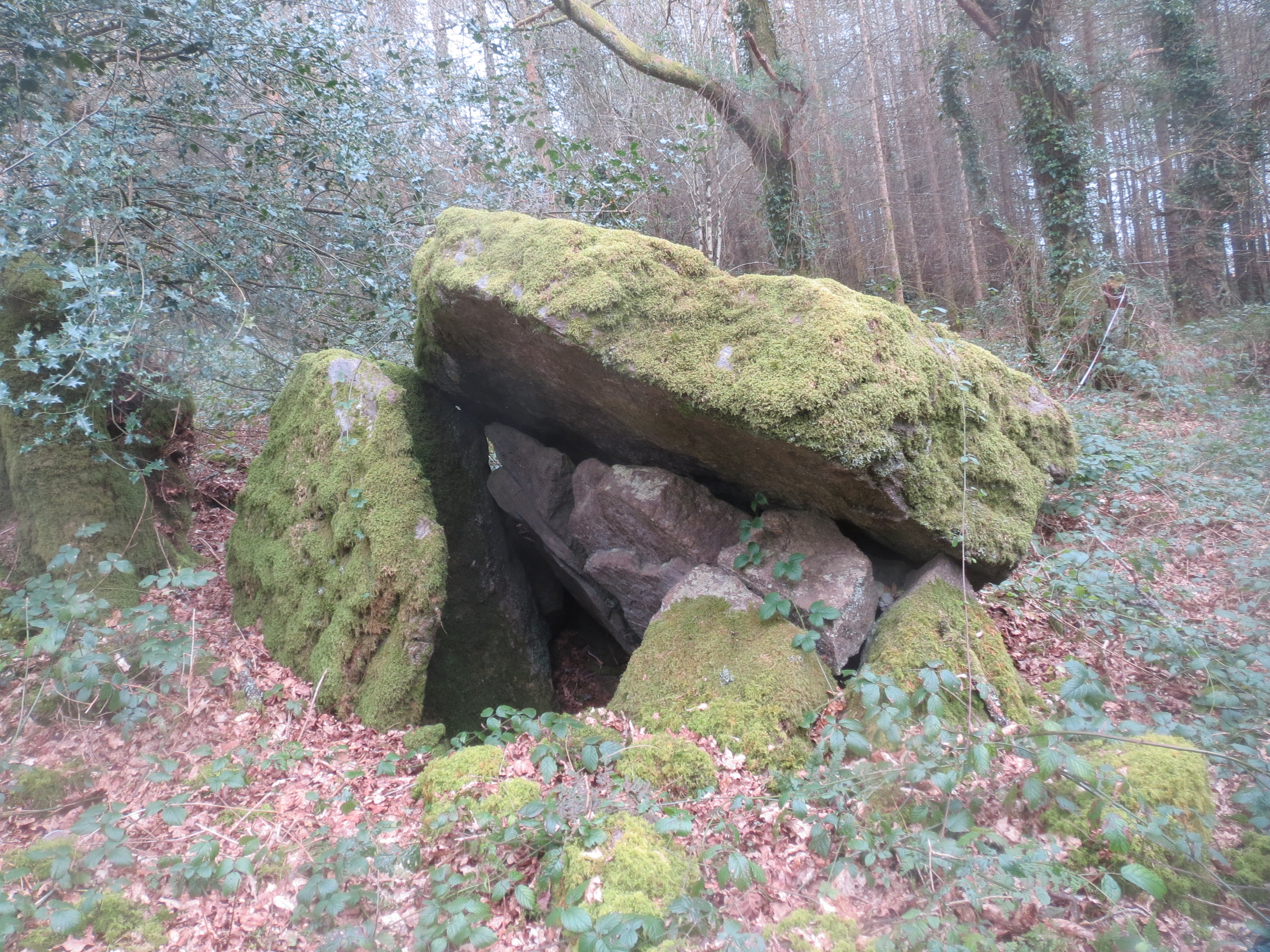
Raheen Portal Tomb

Das Nordwest-Südost orientierte, eingestürzte Portal Tomb von Raheen liegt auf einem kleinen Hügel in einem Wäldchen an den Westhängen des Corbally Hill, 100 m westlich des Oberlaufs des Flusses Pil im Townland Raheen (irisch An Ráithín) in der Gemeinde Fiddown nordöstlich von Carrick-on-Suir im County Kilkenny in Irland. 
Das Portal Tomb befindet sich südlich eines halbkreisförmigen Cairns, der einen Teil seiner größeren Randsteine erhalten hat. Der von den Portalsteinen abgerutschte, massive rechteckige Deckstein ist etwa 5,0 m lang und 2,2 m breit und 0,8 m dick. Er liegt an der Nordseite teilweise auf dem Endstein und einem etwa 1,6 m hohen Seitenstein. Die Portalsteine liegen vor dem Eingang.
In der Nähe liegen das Ringfort von Raheen und die Portal Tombs von Ballyhenebery und Knockroe.